# Daniel Decker
Daniel Decker (* 5. Juni 1982 in Neuss) ist ein deutscher Musiker, Autor und Blogger. Von 2007 bis 2011 war er Bassist der Gruppe Er France, außerdem ist er als Solokünstler tätig.

## Leben und Wirken
Decker wuchs in Nordrhein-Westfalen auf und betrieb zusammen mit weiteren Personen das Label lolila. 2001 gründete er mit anderen das E-Zine Nillson.de, für das er bis einschließlich 2006 auch schrieb. Zudem war er als Autor u. a. für Intro, Rolling Stone und Musikexpress tätig. 2009 gründete er den Blog Kotzendes Einhorn. 2019 erschien der Episodenroman Dør im Ach Je Verlag.
Zusammen mit Tapete Records hat Daniel Decker 2004 den Quotenrocker-Sampler zusammengestellt und war in diversen Projekten und Bands tätig. Bis 2008 veröffentlichte er unter dem Namen Pawnshop Orchestra, dessen einziges festes Mitglied er war. Zusammen mit Torsun Burkhardt von Egotronic war er Teil des Projekts Der Torsun und das Einhorn. Seit 2008 veröffentlicht er unter eigenem Namen. Sein 2015 erschienenes Album Weißer Wal erhielt wohlwollende Kritiken in der Presse. In der TAZ beschrieb Natalie Mayroth die Platte als „melancholisches und erinnerungsgesättigtes Pop-Album“. Thomas Winkler vergab im Musikexpress 4,5 von 6 Sternen und schrieb, dass die Texte die Gefühle der „Selbstoptimierungs-Generation, der über der Digitalisierung des Lebens nach den Idealen nun auch noch die Wünsche verloren gegangen ist“, einfangen würden und im Rolling Stone wurden Vergleiche zu den frühen Blumfeld und Tocotronic gezogen.

## Diskografie

### Mit Pawnshop Orchestra
- 2005: Vaudeville
- 2007: Dizzy

### Mit Er France
- 2010: Pardon My French, Chéri!
- 2010: Live At Open Source, Chéri!

### Solo
- 2015: Weißer Wal

## Bücher
- Dør.  Ach je Verlag, Berlin 2019, ISBN 978-3947720361.
- Not Available. Platten, die nicht erschienen sind. Ventil Verlag, Mainz 2021, ISBN 978-3-95575-143-2